# Acteocina oldroydi
Acteocina oldroydi is een slakkensoort uit de familie van de Tornatinidae. De wetenschappelijke naam van de soort is voor het eerst geldig gepubliceerd in 1925 door Dall.